# 布特拉桥
布特拉桥是马来西亚布城的一座主要桥梁。其风格源自伊朗伊斯法罕的郝久古桥。其总长435米，于1997年完成，是一个衔接行政区和综合开发区的混凝土桥，并将布特拉广场与大街连接起来。
布特拉桥共有三层，桥梁上层是大街的延伸部分，供行人和机动车辆行驶。桥梁内有通道，供布城单轨通行，但目前暂时未使用。